# John Vernon Lord
John Vernon Lord var professor i illustration vid University of Brighton. Han föddes 1939 i Glossop, Derbyshire i England.
Han studerade vid Salford School of Art 1956 - 1960, och vid The Central School of Arts and Crafts i London.
Lord började arbeta som frilansande illustratör 1961. 
1968 blev Lord lärare på Brighton College of Art.
1986 blev Lord utsedd till professor i illustration vid University of Brighton.
Lords bilder är fulla av detaljer, nästan inga ytor lämnas tomma. I Sverige är kanske det enda kända arbetet omslaget till musikalbumet Deep Purple: The Book of Taliesyn.